# Rugby mixed ability en Argentina
El rugby mixed ability en Argentina trata del desarrollo en el país de esa corriente deportiva internacional, orientada a impulsar una visión y una práctica sobre el deporte de manera que personas con y sin discapacidades y de diferentes géneros, puedan competir y divertirse juntas. En Argentina el rugby mixed ability comenzó a desarrollarse en 2011. Desde entonces han surgido más de sesenta equipos en todo el país, incluyendo el equipo Los Pumpas, principal representante argentino en los torneos internacionales y ganador en 2017 del torneo internacional de rugby mixed ability, considerado como campeonato mundial. La actividad está coordinada por la Fundación Mixed Ability Rugby Argentina, en el marco de la International Mixed Ability Sports (IMAS).

## Historia
El rugby mixed ability se inició en Argentina en 2011 debido a la iniciativa de Daniel Fernández, cuyo hijo Joaquín nació con síndrome de Down. Fernández comenzó a desarrollar un proyecto de rugby inclusivo en el Club del Personal del Banco Hipotecario, al que se fueron sumando unas 40 familias. Al descubrir el movimiento internacional Mixed Ability, con fuerte inserción en el mundo del rugby, Fernández tomó contacto con la International Mixed Ability Sports (IMAS) y encuadró su actividad en su filosofía inclusiva. Según la modalidad Mixed Ability del rugby, los equipos se forman con seis o siete jugadores con discapacidad intelectual y ocho o nueve "facilitadores" sin discapacidad que también compiten.
En 2015 la IMAS organizó en Inglaterra el primer torneo mundial. El grupo argentino fue invitado, pero no llegaron a formar un equipo y, entonces, jugaron para Italia. Tras el viaje tomaron la decisión de formar un equipo que pudiera representar a la Argentina, al que llamaron Pumpas XV, combinando "Pumas" y "Pampas".
Debido a un conflicto en 2017, los socios vinculados al rugby se desvincularon del club y fundaron el Club Del Sur.
Ese mismo año 2017 el Mundial se realizó en Vitoria, País Vasco, y Pumpas XV sisti con 60 jugadores, formando dos equipos. El equipo A ganó la competencia, consagrándose campeón mundial.
Hacia 2020 el rugby mixed ability se había extendido a ocho provincias. Ya existían en ese momento diez equipos: Dinos XV, en San Juan; Cuyis XV, en Mendoza; Inkas XV y Hualas XV, en Neuquén; Camarones XV, en Pinamar; Nales XV, en Tucumán; Yuchanes XV, en Salta; San Agustín, en Rosario; y Del Sur y Casa de Padua, en Buenos Aires. Al Mundial de Cork (Irlanda), Argentina concurrió con cuatro equipos y 120 jugadores: Pumpas XV, Maguilas XV (por Mixed Ability y Águilas), MARAS XV (por Mixed Ability Rugby Argentino) y Inkas XV. En total compitieron 24 equipos.
En 2023 los equipos de rugby inclusivo sumaban más de cincuenta en quince provincias. Ese mismo año, Daniel Fernández fue uno de los ocho nominados al Premio Abanderados.

## Características
El proyecto de Los Pumpas XV y el movimiento Mixed Ability tiene una mirada del deporte que excede la competencia y apunta a la diversión, la integración de la familia y el disfrute conjunto de personas con habilidades y géneros variados.  

Al mezclar personas de distintas características, cada uno puede hacer un aporte diferente. No solamente terminan beneficiándose las personas con discapacidad, sino que cada uno encuentra un espacio en donde poder desarrollarse personalmente.
Daniel Fernández.

En 2021 Pumpas XV lanzó un proyecto de inserción laboral para personas adultas con discapacidad intelectual y cursos universitarios adaptados, con el objetivo de gestar un cambio en la percepción social sobre las personas con discapacidad.